# Captal de Buch
O título de Captal de Buch designa os senhores que reinaram, desde a Idade Média até a Revolução Francesa, no Captalato de Buch. O Captalato é uma província do sul do País de Buch, na Aquitânia, França,  que atualmente reúne as comunas de Arcachon, La Teste-de-Buch e Gujan-Mestras.
O mais famoso Captal de Buch foi João III de Grailly, grande líder militar durante a Guerra dos Cem Anos, considerado pelo cronista Jean Froissart como um ideal da cavalaria.